# British Rail Class 390
British Rail Class 390 (також відомий під назвою Pendolino) — британський швидкісний електропоїзд, вироблений французькою компанією Alstom. Всього було збудовано 57 поїздів цього типу. Експлуатується компанією Virgin Trains.

## Катастрофи
- 23 лютого 2007 — поїзд Pendolino зазнав аварії біля містечка Грейрігг, здійснюючи рейс із Лондона в Глазго. Із 115 пасажирів і членів локомотивної бригади 1 чоловік загинув, 88 — поранені.